# Bheki Cele
Bhekokwakhe "Bheki" Hamilton Cele, né le 22 février 1952 à Umzumbe, est un homme politique sud-africain, membre du congrès national africain (ANC), membre du parlement depuis 2014 et Ministre de la Police du 28 février 2018 au 17 juin 2024 dans les gouvernements de Cyril Ramaphosa.
Membre du Conseil exécutif pour le transport et la sécurité de la province du KwaZulu-Natal (2004-2009), Cele fut, de 2009 à 2011, Commissaire national des Services de la Police sud-africaine (South African Police Service). Il a succédé à Jackie Selebi, suspendu après des accusations de corruption. Bheki Cele fut par la suite lui-même suspendu de cette fonction en raison d'allégations de corruption et révoqué en 2012 par la président Jacob Zuma après la recommandation issue du rapport de la commission d'enquête ; commission qui avait conclu que le général Cele était inapte à exercer cette fonction.
En novembre 2013, Cele a été placé en position éligible sur la liste de l'ANC pour les élections générales sud-africaines de 2014. D'abord vice-ministre de l'agriculture, des forêts et des pêches dans le second gouvernement Zuma, il est nommé ministre de la Police par le président Cyril Ramaphosa lors du remaniement ministériel de la fin du mois de février 2018.

## Biographie
Bheki Cele a grandi dans la région de Port Shepstone. Sa mère, Albertina Mtshali, meurt quand il n'a que neuf mois puis son père, Gillford Cele, quand il n'a que 12 ans. 
Il emménage chez sa sœur à Lamontville et travaille comme assistant de laboratoire médical dans plusieurs hôpitaux du Transkei. En 1979, il retourne à l'école et suit ses cours au lycée d'Umtwalume puis devient politiquement actif contre l'apartheid. Devenu organisateur communautaire, il se rapproche du congrès national africain. Il est pour la première fois arrêté par la police en mars 1985 pour avoir pris la parole lors d'un rassemblement en commémoration du massacre de Sharpeville. Par la suite, et après plusieurs arrestations, la police découvre chez lui une malle comprenant des documents de l'ANC ce qui l'oblige à se cacher. Cele est cependant arrêté au Swaziland et emprisonné durant deux mois avant que la Haute Commission des Nations unies ne se saisisse de son dossier et n'obtienne sa libération. Il se rend alors à Maputo puis suit une formation militaire en Angola avant de retourner en Afrique du Sud en tant qu’opérateur clandestin. Il vit 13 mois dans la clandestinité avant de se faire arrêter par la police en août 1988 et d'être maintenu en isolement cellulaire pendant six mois. 
En août 1989, Cele est condamné à six ans d'emprisonnement à Robben Island pour possession de documents interdits et pour avoir suivi une formation militaire à l'étranger. Il ne passe cependant qu'un an sur l'île avant d'être relâché à la suite de la levée de l'interdiction de l'ANC par le gouvernement de Klerk en 1990. 
Cele devient alors organisateur régional de l'ANC à Durban puis président de la région de Durban.  
Élu membre de la nouvelle Assemblée législative du KwaZulu-Natal en 1994, il préside alors le comité parlementaire chargé de la sécurité et de la sûreté. En 2004, il est promu au conseil exécutif provincial où il est responsable des transports et de la sécurité. Partisan de Jacob Zuma, ce dernier le nomme en 2009 au poste de Commissaire national des Services de la Police sud-africaine dont le titulaire vient d'être suspendu à la suite d'accusation de corruption. Cele est lui-même suspendu pour les mêmes raisons en 2011 et révoqué en 2012, à la suite d'un rapport accablant de la commission d’enquête présidé par le juge Jake Moloi. Néanmoins, en 2014, il est retenu en position éligible sur la lista nationale de l'ANC et est élu au parlement. 
Vice-ministre de l'agriculture dans le dernier gouvernement Zuma, Cele est promu ministre de la Police dans le premier gouvernement de Cyril Rampahosa et confirmé à cette fonction en mai 2019.

## Sources
- Biographie officielle, Site de l'Assemblée
- CV, Information Cradle